# John Edward Hasse
John Edward Hasse (* 20. November 1948) ist ein US-amerikanischer Jazzautor, Jazzpianist und Musikwissenschaftler.
Hasse studierte am Carleton College (Bachelor 1971) und der Indiana University (Master 1975), wo er 1981 promoviert wurde. Er hat außerdem einen Abschluss in Betriebswirtschaft der Wharton School (1981). Er ist Verfasser einer maßgeblichen Biografie über Duke Ellington und Kurator am National Museum of American History der Smithsonian Institution in Washington, D.C., wo er für den Erwerb des Nachlasses von Duke Ellington (1988) und Ella Fitzgerald verantwortlich war und Wanderausstellungen über beide organisierte. Er ist Gründer des Smithsonian Jazz Masterworks Orchestra. Er befasste sich auch mit New Orleans Jazz und amerikanischer Folkmusik.
Für seine Jazzbücher erhielt er zwei Deems-Taylor-Awards der ASCAP (1982, 1986), und seine Herausgabe von Hoagy-Carmichael-Aufnahmen wurde 1989 für zwei Grammys nominiert. Hasse ist Ehrendoktor der Walsh University.

## Schriften
- Beyond Category – The Life and Genius of Duke Ellington, Simon and Schuster 1993, Da Capo 1995
- Herausgeber Jazz – The First Century, William Morrow 2000
- Herausgeber Ragtime: Its History, Composers, and Music, New York, Schirmer 1985
- Herausgeber und Begleitbuch The Classic Hoagy Carmichael, mit 12 LP (auch auf CD), 1988, BBC Records/Smithsonian/Indiana Historical Society
- Herausgeber und Liner Notes: Beyond Category: The Musical Genius of Duke Ellington; The Best of Ellington from Victor, Bluebird, and RCA, 1927–1967, 2 CD, Smithsonian Collection of Recordings, BMG 1994